# 팀 토머슨
팀 토머슨(Tim Thomerson, 1946년 4월 8일 ~ )은 미국의 배우, 영화 제작자이다.

## 작품 목록
- 브링 미 더 헤드 오브 랜스 헨릭슨 (2012년) - 팀 역
- 어밴던드 (2010년)
- 라이브 이블 (2009년)
- 울프 (2009, War Wolves) - 프랭크 역
- 위키드 레이크 (2008년)
- 블루 레이크 매서커 (2007년)
- 새스콰치 마운틴 (2006년)
- 지구침략:기계들의 반란 (2006년) - 해리슨 제독 역
- 포겟 어바웃 잇 (2006년)
- 주니어 파일럿 (2006년)
- 크리스마스 두-오버 (2006년) - 아서 역
- Swarmed (2005)
- 파파라치 (2004년)
- 콘 익스프레스 (2002년)
- 게일 포스 (2002년)
- 프로젝트 바이퍼 (2002년)
- 데이 크롤 (2001년)
- 데블스 스크림 (2001, Devil's Prey)
- 더 디스트릭트 (2000년)
- 갱랜드 (2000년)
- 크림슨 코드 (2000년)
- 언씬 이블 (1999년)
- 퍼펙트 파워 (1998, Crossfire)
- 라스베가스의 공포와 혐오 (1998년)
- 노웨이 런 (1998년)
- 아틀란티스 탈출 (1997년)
- 블래스트 (1997년)
- 아메리칸 신디케이트 2 - 백 투 백 (1996년)
- 네미시스 3 (1996년)
- 트랜서 5 (1995년)
- 스핏파이어 (1995년)
- 도미니언 (1995년)
- 라스트 홍콩 97 (1994년)
- 플래시톤 (1994년)
- 베트남 살인 특급 (1994년)
- 트랜서 4 (1994년)
- 돌맨과 악마 인형 (1993년)
- 브레인 스매셔 (1993년)
- 하베스트(영어판) (1993년)
- 네미시스 (1993년)
- 사이보그 나이트 (1993년)
- 스트링거 (1992년) - 잭 밋쳇 역
- 트랜서 3 (1992년)
- 배드 채널 (1992년)
- 전화로만 끝내 주세요 (1992년)
- 돌맨 (1991년)
- 트랜서 2 (1991년)
- 초인 플래시: 파일롯 (1990년)
- 베트남 텍사스 (1990년)
- 에어 아메리카 (1990년)
- 두 얼굴의 탐정 (1989년)
- 더 롱 가이즈 (1988년)
- 체리 2000 (1987년)
- 죽음의 키스 (1987년)
- 아이언 이글 (1986년)
- 랫보이 (1986년)
- 트랜서 (1985년)
- 정글의 플레이보이 (1985년)
- 귀향 (1984년)
- 메틀스톰 (1983년)
- 지옥의 7인 (1983년)
- 에센스 (1982년)
- 고독한 방랑자 (1982년)
- 삐에로 프랭키 (1980년)
- 살인 목격 (1980년)
- 리멤버 마이 네임 (1978년)

### 텔레비전
- 두 얼굴의 사나이 3 (1988, The Incredible Hulk Returns)
- 미녀마법사 사브리나 (1999)
- 우리 생애 나날들 (2002)